# Moislains
Moislains [mwalɛ̃] est une commune française située dans le département de la Somme, en région Hauts-de-France.

## Géographie

### Localisation

#### Communes limitrophes
| Sailly-Saillisel    | Etricourt-Manancourt          | Equancourt        |
| Rancourt            | Moislains                     | Nurlu             |
| Bouchavesnes-Bergen | Aizecourt-le-Haut et Allaines | Templeux-la-Fosse |

Moislains est traversée par le canal du Nord, qui suit la Tortille, affluent de la Somme.
Par la route, le village se situe à une dizaine de kilomètres au nord de Péronne.

### Nature du sol et du sous-sol
Le sous-sol de la commune est, pour partie, d'origine secondaire, du Crétacé : craie, bélemnite, silex ; tertiaire ; quaternaire : diluvium gris, riche en débris d'animaux fossiles (mollusques fluviatiles ou terrestres, helix, planorbes, lymnées, cyènes...).
Au nord de la commune, on rencontre des terrains modernes et des marais transformés en prairies. Sous la terre végétale, on trouve de la marne (pierre à chaux) recouverte d'alluvions, des sables de Bracheux avec banc de silex, des argiles à lignite le long des pentes. Au nord-est et à l'est, ont été rencontrés des calcaires et argiles siliceux.

### Relief, paysage, végétation
Le relief de la commune est celui d'un plateau parcouru par une vallée - celle de la Tortille - et de petits vallons.
Le point culminant de la commune se situe à la Sablière (135 m).

### Hydrographie

#### Réseau hydrographique
La commune est située dans le bassin Artois-Picardie. Elle est drainée par la Tortille et le canal du Nord.
La Tortille, d'une longueur de 16 km, prend sa source dans la commune de Étinehem-Méricourt et se jette  dans la Somme à Biaches, après avoir traversé six communes.

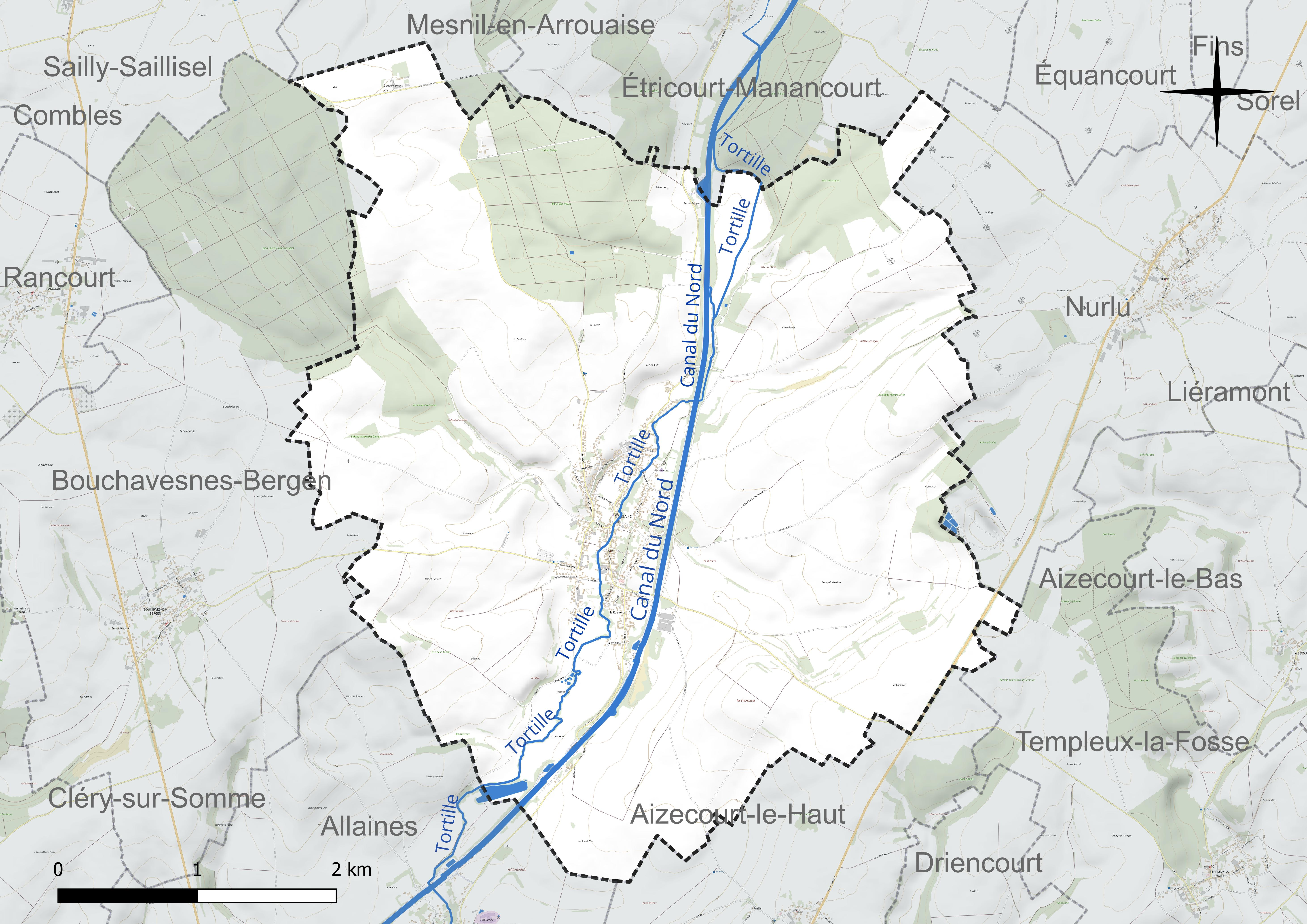
Réseau hydrographique de Moislains.

#### Gestion et qualité des eaux
Le territoire communal est couvert par le schéma d'aménagement et de gestion des eaux (SAGE) « Haute Somme ». Ce document de planification concerne un territoire de 1 798 km2 de superficie, délimité par le bassin versant de la Haute Somme est constitué d'un réseau hydrographique complexe de cours d'eau, de marais, d'étangs et de canaux. Le périmètre a été arrêté le 21 avril 2006 et le SAGE proprement dit a été approuvé le 15 juin 2017. La structure porteuse de l'élaboration et de la mise en œuvre est le syndicat mixte d'aménagement hydraulique du bassin versant de la Somme (AMEVA).
La qualité des cours d'eau peut être consultée sur un site dédié géré par les agences de l'eau et l'Agence française pour la biodiversité.

### Climat
Pour des articles plus généraux, voir Climat des Hauts-de-France et Climat de la Somme.
En 2010, le climat de la commune est de type climat océanique dégradé des plaines du Centre et du Nord, selon une étude du CNRS s'appuyant sur une série de données couvrant la période 1971-2000. En 2020, Météo-France publie une typologie des climats de la France métropolitaine dans laquelle la commune est exposée à un climat océanique et est dans la région climatique Nord-est du bassin Parisien, caractérisée par un ensoleillement médiocre, une pluviométrie moyenne régulièrement répartie au cours de l'année et un hiver froid (3 °C).
Pour la période 1971-2000, la température annuelle moyenne est de 10,3 °C, avec une amplitude thermique annuelle de 14,9 °C. Le cumul annuel moyen de précipitations est de 730 mm, avec 11,8 jours de précipitations en janvier et 9,1 jours en juillet. Pour la période 1991-2020, la température moyenne annuelle observée sur la station météorologique la plus proche, située sur la commune d'Épehy à 12 km à vol d'oiseau, est de 10,6 °C et le cumul annuel moyen de précipitations est de 752,8 mm,. Pour l'avenir, les paramètres climatiques de la commune estimés pour 2050 selon différents scénarios d'émission de gaz à effet de serre sont consultables sur un site dédié publié par Météo-France en novembre 2022.

## Urbanisme

### Typologie
Au 1er janvier 2024, Moislains est catégorisée bourg rural, selon la nouvelle grille communale de densité à sept niveaux définie par l'Insee en 2022.
Elle est située hors unité urbaine. Par ailleurs la commune fait partie de l'aire d'attraction de Péronne, dont elle est une commune de la couronne,. Cette aire, qui regroupe 52 communes, est catégorisée dans les aires de moins de 50 000 habitants,.

### Occupation des sols
L'occupation des sols de la commune, telle qu'elle ressort de la base de données européenne d'occupation biophysique des sols Corine Land Cover (CLC), est marquée par l'importance des territoires agricoles (80,8 % en 2018), en diminution par rapport à 1990 (81,9 %). La répartition détaillée en 2018 est la suivante : 
terres arables (79,4 %), forêts (14,3 %), zones urbanisées (4,8 %), zones agricoles hétérogènes (1,5 %). L'évolution de l'occupation des sols de la commune et de ses infrastructures peut être observée sur les différentes représentations cartographiques du territoire : la carte de Cassini (XVIIIe siècle), la carte d'état-major (1820-1866) et les cartes ou photos aériennes de l'IGN pour la période actuelle (1950 à aujourd'hui).

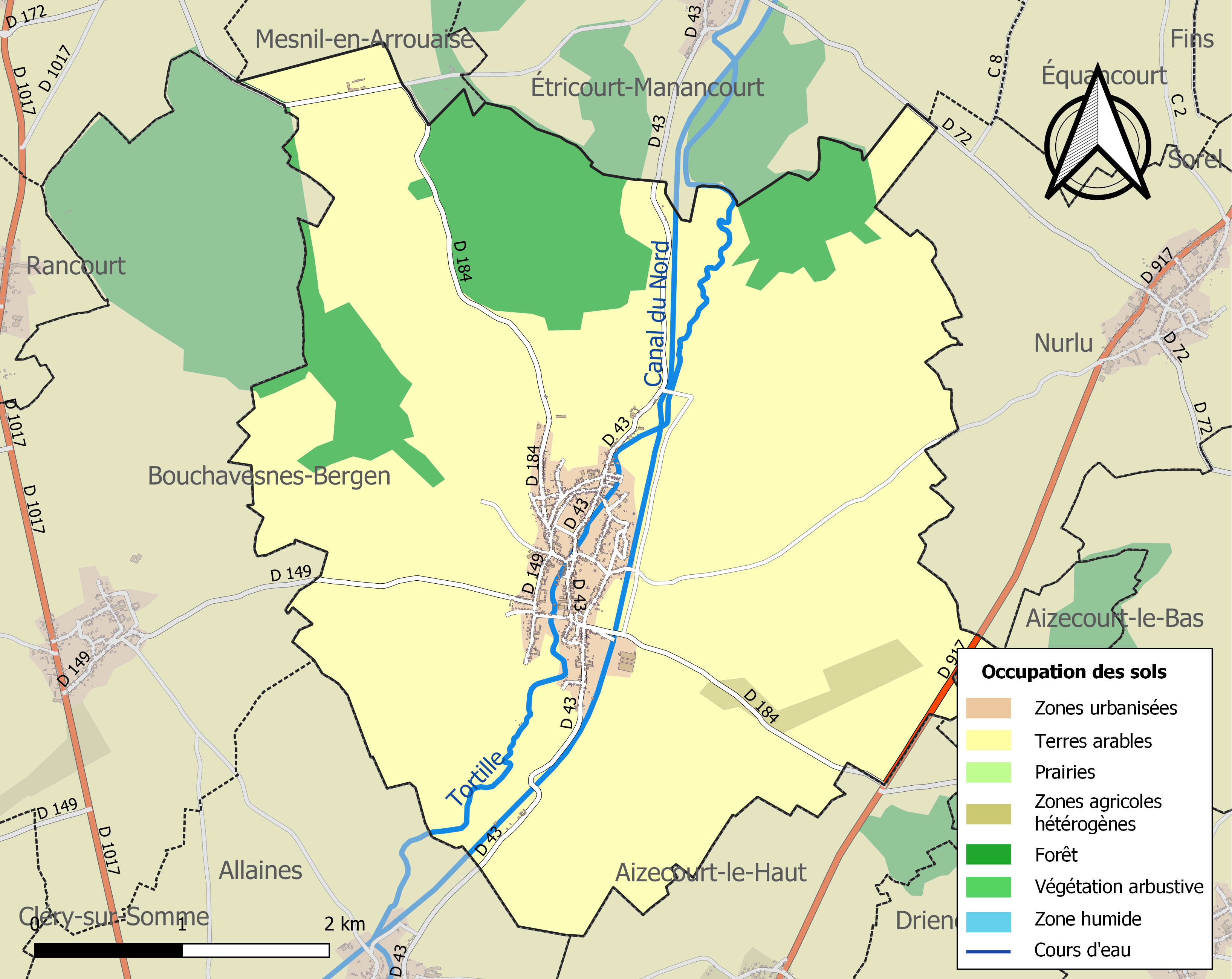
Carte des infrastructures et de l'occupation des sols de la commune en 2018 (CLC).

### Habitat
La commune de Moislains se compose d'un habitat groupé. Le village fut reconstruit après les destructions de la Première Guerre mondiale.

### Voies de communication et transports
Transports en commun routiers : la localité est desservie par la ligne d'autocars no 39 (Albert - Péronne) du réseau inter-urbain Trans'80, Hauts-de-France, chaque jour de la semaine sauf le dimanche et les jours fériés.

## Toponymie
On rencontre plusieurs formes pour désigner Moislains dans les textes anciens : Molanium (1070), Meulanum (1080), Melins (1147), Miolens (1164), Muesmalinoe (1202), Meilanoe (1214), Moilanse, Morlens, Molinoe (1330), Molemlinoe, Mzelins, Moislans, Moillans, Mediolani villa.
De Mediolanum désignant les marchés à proximité des habitats celtes.

## Histoire

### Moyen Âge et époque moderne
- Le village de Moislains existe déjà au VIIe siècle car il en est fait donation à l'abbaye Saint-Vaast d'Arras par Thierry, roi de Neustrie.
- Moislains obtient une charte communale en 1110.
- En 1214, Girard d'Aquancourt a des droits sur la taille et le moulin de Moislains.
- En 1278, Pierre de Moislains prend part au tournoi de Ham.
- Au XIVe siècle, il existe un château fort à Moislains.
- En 1557, les Espagnols et les Anglais sont défaits à Moislains.
- Au XVIIIe siècle, 34 habitants de Moislains sont arrêtés pour avoir démoli le corps de garde de Péronne et molesté les receveurs des aides et impôts.

### Époque contemporaine
- En 1870, les Prussiens occupent la commune[1].

#### Première Guerre mondiale
Le dimanche 2 août 1914, l'ordre de mobilisation générale est publié. Le jeudi 6 août au matin, le 307e régiment de réserve d'Angoulême, après une manifestation patriotique, s'embarque pour la région de Bapaume. Le 28 août, il a pour mission de déloger de Moislains, les Allemands marchant sur Paris.
Venant de la Ferme du Gouvernement, les Charentais descendent vers le village dans un épais brouillard. Les fantassins allemands, en position dans le village depuis la veille, font pleuvoir sur eux un déluge d'obus. Les survivants (parmi lesquels se trouve le lieutenant Antoine Monis) seront faits prisonniers et envoyés en Allemagne. Dans l'après-midi, la population non évacuée de Moislains peut venir secourir les blessés. Les Allemands créent le cimetière en 1914.
Le 31 août 1924, à l'initiative du département de la Charente et du département de la Somme, un ossuaire et un cimetière militaire dit « Cimetière des Charentais » au lieu-dit le chemin de la Récrière furent inaugurés. L'ossuaire est surmonté par le monument des Charentais.

## Politique et administration

### Liste des maires
| Période                                  | Période                   | Identité                         | Étiquette | Qualité                         |
| ---------------------------------------- | ------------------------- | -------------------------------- | --------- | ------------------------------- |
| 1792                                     | An II                     | Antoine Guillain Magnier         | -         | -                               |
| An II                                    | An III                    | Marie Charles Antoine Corbeaux   | -         | -                               |
| An III                                   | An IV                     | Pierre Dollé                     | -         | -                               |
| An IV                                    | An V                      | Segard                           | -         | -                               |
| An V                                     | An VI                     | Blaise Le Grain                  | -         | -                               |
| An VI                                    | An VI                     | Pierre Martelle                  | -         | -                               |
| An VI                                    | An VII                    | Jean Baptiste Lescarcelle        | -         | -                               |
| An VII                                   | An VII                    | Jean Louis Baudelot              | -         | -                               |
| An VII                                   | An VII                    | Blaise Le Grain                  | -         | -                               |
| An VII                                   | An X                      | Jean Louis Baudelot              | -         | -                               |
| 1807                                     | 1813                      | Philippe Capron                  | -         | -                               |
| 1813                                     | 1821                      | Gabriel François Capron          | -         | Meunier                         |
| 1821                                     | 1824                      | Jean Baptiste Banchart           | -         | -                               |
| Les données manquantes sont à compléter. |                           |                                  |           |                                 |
| 1857                                     | 1864                      | Charles Augustin Prosper Caron   | -         | -                               |
| -                                        | 1872                      | Jean Baptiste Augustin Fourrière | -         | -                               |
| 1874                                     | 1890                      | Henri Loyeux                     | -         | -                               |
| 1890                                     | 1898                      | Jean Loyeux                      | -         | -                               |
| 1900                                     | 1925                      | Ernest Loyeux                    | -         | -                               |
| 1914                                     | -                         | Joseph Morienvalle               | -         | -                               |
| 1925                                     | 1929                      | Jean Péru                        | -         | Agriculteur                     |
| 1934                                     | -                         | Abel Bouchandam                  | -         | -                               |
| 1941                                     | -                         | Octave Coquel                    | -         | Berger                          |
| -                                        | -                         | Daboval                          | -         | -                               |
| Les données manquantes sont à compléter. |                           |                                  |           |                                 |
| 1939                                     | 1959                      | Julien Auriol                    | -         | Agriculteur                     |
| 1959                                     | 1983                      | Georges Obert                    | -         | -                               |
| 1983                                     | 1995                      | Raymond Fouquet                  | -         | Cadre à la lainière de Picardie |
| 1995                                     | 2001                      | Jean Lemoine                     | -         | Entrepreneur Bâtiment           |
| 2001                                     | 2008                      | Raymond Leriche                  | DVD       | Agriculteur                     |
| 2008                                     | 2014                      | Jean-Hugues Mention              | DDE       |                                 |
| 2014                                     | mai 2020                  | Jean Pierre Carpentier           |           | Agriculteur                     |
| mai 2020                                 | En cours (au 24 mai 2020) | Noël Magnier                     |           |                                 |

## Population et société

### Démographie
À partir du XXIe siècle, les recensements réels des communes de moins de 10 000 habitants ont lieu tous les cinq ans. Pour Moislains, cela correspond à 2005, 2010, etc. Les autres dates de « recensements » (2006, 2009, etc.) sont des estimations légales.

L'évolution du nombre d'habitants est connue à travers les recensements de la population effectués dans la commune depuis 1793. Pour les communes de moins de 10 000 habitants, une enquête de recensement portant sur toute la population est réalisée tous les cinq ans, les populations de référence des années intermédiaires étant quant à elles estimées par interpolation ou extrapolation. Pour la commune, le premier recensement exhaustif entrant dans le cadre du nouveau dispositif a été réalisé en 2005.

En 2022, la commune comptait 1 118 habitants, en évolution de −7,3 % par rapport à 2016 (Somme : −1,26 %, France hors Mayotte : +2,11 %).
| 1793  | 1800  | 1806  | 1821  | 1831  | 1836  | 1841  | 1846  | 1851  |
| ----- | ----- | ----- | ----- | ----- | ----- | ----- | ----- | ----- |
| 1 398 | 1 583 | 1 468 | 1 557 | 1 728 | 1 791 | 1 801 | 1 841 | 1 764 |

| 1856  | 1861  | 1866  | 1872  | 1876  | 1881  | 1886  | 1891  | 1896  |
| ----- | ----- | ----- | ----- | ----- | ----- | ----- | ----- | ----- |
| 1 727 | 1 756 | 1 794 | 1 771 | 1 766 | 1 507 | 1 497 | 1 488 | 1 477 |

| 1901  | 1906  | 1911  | 1921 | 1926  | 1931  | 1936  | 1946  | 1954  |
| ----- | ----- | ----- | ---- | ----- | ----- | ----- | ----- | ----- |
| 1 415 | 1 400 | 1 351 | 955  | 1 334 | 1 402 | 1 442 | 1 308 | 1 398 |

| 1962  | 1968  | 1975  | 1982  | 1990  | 1999  | 2005  | 2006  | 2010  |
| ----- | ----- | ----- | ----- | ----- | ----- | ----- | ----- | ----- |
| 1 463 | 1 579 | 1 464 | 1 434 | 1 376 | 1 366 | 1 320 | 1 319 | 1 257 |

| 2015  | 2020  | 2022  | - | - | - | - | - | - |
| ----- | ----- | ----- | - | - | - | - | - | - |
| 1 212 | 1 129 | 1 118 | - | - | - | - | - | - |

### Enseignement
L'école primaire locale compte 152 élèves à la rentrée 2017.

## Culture locale et patrimoine

### Lieux et monuments

#### Église Saint-Pierre
- Église Saint-Pierre, reconstruite de 1928 à 1932 par l'architecte Louis Faille, originaire de Nurlu. Le chemin de croix, la mosaïque du maître-autel ainsi que les vitraux (vingt-et-une verrières), sont l'œuvre de Gérard Ansart. Les vitraux furent réalisés par l'atelier Cagnart en 1932. L'église possède des orgues mises en valeur par l'Association des amis des orgues de Péronne, Moislains et Epehy (ADOPME) depuis 2008.

#### Nécropole nationale des Charentais
- Cimetière militaire des Charentais qui rassemble les corps des soldats des 123e et 124e brigades d'infanterie composées essentiellement de jeunes hommes originaires du département de la Charente tombés le 28 août 1914 lors d'une attaque de l'armée allemande. Sur le monument au fond du cimetière a été gravée cette inscription : « La Charente à ses enfants morts pour la France le 28 août 1914 ».

#### Autre lieu
- L'intersection du 50e parallèle nord et du 3e méridien à l'est de Greenwich se trouve sur le territoire de la commune (voir aussi le Degree Confluence Project[24]).

### Personnalités liées à la commune
- Antoine-Guillain Magniez, né le 14 décembre 1738 à Moislains, mort le 7 novembre 1823 à Bertincourt (Pas-de-Calais)[25], était un cultivateur et un député français à la Convention nationale, où il siège parmi les Girondins.
- Ferdinand Carré était un ingénieur français, né à Moislains le 10 mars 1824, et mort le 11 janvier 1900 à Pommeuse, hameau du Poncet (Seine-et-Marne). Inventeur d'appareils frigorifiques destinés à produire de la glace, d'un régulateur de lumière électrique ou encore d'une machine à influence qui porte son nom. Il est l'auteur de nombreux travaux sur l'électricité. Chevalier de la Légion d'honneur en 1863.
- Édouard-Edmond Carré, ingénieur civil, frère de Ferdinand, né à Moislains 22 janvier 1833, décédé le 7 mai 1884, chevalier de la Légion d'honneur en 1881, inhumé au cimetière de Moislains.
- Marie-Omer-Augustin Fourrière, capitaine de cavalerie au 4e dragons, fils de Jean Baptiste Augustin Fourrière, né le 5 juin 1836 à Moislains, mort en 1910 à Lectoure (Gers), chevalier de la Légion d'honneur en 1882.
- Jérôme Le Borgne, né en 1896 à Hénon (Côtes-d'Armor), fut mobilisé en 1915, démobilisé en 1919 avec le grade de lieutenant. Instituteur, puis directeur de l'école communale, il fut à nouveau mobilisé en septembre 1938, remobilisé en septembre 1939, fait prisonnier le 22 juin 1940 puis libéré. Arrêté le 1er juin 1944 pour faits de Résistance, déporté au camp de Neuengamme en Allemagne où il meurt en mai 1945. Jérôme Le Borgne est enterré à Moislains.

## Pour approfondir